# Teenage Solution / 希望能被你寵溺 / 節奏行星
《Teenage Solution / 希望能被你寵溺 / 節奏行星》（Teenage Solution/よしよししてほしいの/ビートの惑星）是日本的女子偶像組合早安少女組。'21的第70張單曲。2021年12月8日由zetima發售。

## 概要
- 10期成員佐藤優樹最後參加的單曲。
- 此作單曲與前作純情Evidence / 只是想讓你抱緊我相隔約一年發售。
- 有7個版本，分別為「初回生產限定盤A、B、C、SP」和「通常盤A、B、C」。
- 在Oricon公信榜單曲週榜取得第2名、單曲日榜取得第2名。
- 「Teenage Solution」中心及主唱由佐藤優樹擔任，譜久村聖、小田櫻、野中美希、牧野真莉愛、加賀楓、北川莉央、岡村譽、山崎愛生亦有SOLO分詞。
- 「希望能被你寵溺」主唱成員由譜久村聖、佐藤優樹、小田櫻、野中美希擔任。
- 「節奏行星」開頭的Fake由佐藤優樹擔任，生田衣梨奈、石田亞佑美、野中美希、牧野真莉愛、羽賀朱音、橫山玲奈、森戶知沙希、北川莉央、岡村譽、山崎愛生亦有SOLO分詞。

## 收錄内容

### CD（初回生産限定盤A・B・C・SP2・通常盤A・B・C）
1. Teenage Solution
（作詞、作曲：淳君、編曲：平田祥一郎（日语：平田祥一郎））
2. 希望能被你寵溺
（作詞、作曲：淳君、編曲：大久保薫）
3. 節奏行星
（作詞：児玉雨子（日语：兒玉雨子）、作曲：Erik Lidbom（日语：Erik Lidbom）/miwaflower、編曲：Erik Lidbom）
4. Teenage Solution (Instrumental)
5. 希望能被你寵溺 (Instrumental)
6. 節奏行星 (Instrumental)

### DVD
初回生產限定盤A
1. Teenage Solution（MV）
2. Teenage Solution(Dance Shot ver.)
3. Teenage Solution（Making）

初回生產限定盤B
1. 希望能被你寵溺（MV）
2. 希望能被你寵溺(Dance Shot ver.)
3. 希望能被你寵溺（Making）

初回生產限定盤C
1. 節奏行星(Close-up Ver.)
2. Teenage Solution(feat. 佐藤優樹 Ver.)
3. 希望能被你寵溺(feat. 佐藤優樹 Ver.)

### CD（初回生産限定盤SP）
1. 女子喧嚷物語(早安少女組。'21 Ver.)(【Additional Track】)

## 參加成員
- 9期成員：譜久村聖、生田衣梨奈。
- 10期成員：石田亞佑美、佐藤優樹。
- 11期成員：小田櫻。
- 12期成員：野中美希、牧野真莉愛、羽賀朱音。
- 13期成員：加賀楓、橫山玲奈。
- 14期成員：森戶知沙希。
- 15期成員：北川莉央、岡村譽、山崎愛生。

## 外部連結
- 早安少女組。'21 Teenage Solution / 希望能被你寵溺 / 節奏行星 （页面存档备份，存于）
- YouTube上的《Teenage Solution》PV
- YouTube上的《希望能被你寵溺》PV
- YouTube上的《節奏行星》PV